# Cuneo Volley Ball Club 1993-1994
Questa voce raccoglie le informazioni riguardanti il Cuneo Volley Ball Club nelle competizioni ufficiali della stagione 1993-1994.

## Stagione
La stagione 1993-1994 è per la società piemontese, sponsorizzata dalla Alpitour e dalla Diesel, la quinta consecutiva nel massimo campionato italiano. Alla guida della squadra viene scelto il tecnico Silvano Prandi, già campione d'Italia e d'Europa con la Pallavolo Torino. A una rosa già competitiva si aggiungono lo schiacciatore argentino Hugo Conte, acquistato da Modena, il centrale russo Oleg Šatunov e il palleggiatore Moreno Cunial, oltre al ritorno di Riccardo Gallia dopo un anno alla squadra romana della Lazio.
Nonostante l'importante campagna di rafforzamento, la squadra non riesce a ottenere risultati brillanti. In campionato non va oltre il settimo posto, risultato confermato sia al termine del girone di andata che al termine della stagione regolare. Raggiunti i play-off, arriva l'immediata eliminazione ai quarti di finale da parte di Milano, che vince sia gara 1 che gara 2 con il punteggio di 3-2.
Altrettanto deludente è il cammino in Coppa Italia, dove si registra l'eliminazione ai sedicesimi di finale per mano di Gioia del Colle, squadra militante in Serie A2.

## Organigramma societario
Area direttiva
- Presidente: Bruno Fontana
- Vicepresidenti: Ezio Barroero, Bruno Lubatti
- Dirigenti: Guido Cagliero, Giampiero Garelli, Gino Primasso, Cesare Vigo
- Segretaria: Fulvia Cacciò

Area sportiva
- Direttore sportivo: Enzo Prandi
- Team manager: Giuseppe Cormio

Area comunicazione
- Addetto stampa: Massimo Silumbra
- Responsabile relazioni esterne: Bruno Lubatti

Area tecnica
- Allenatore: Silvano Prandi
- Allenatore in seconda: Roberto Serniotti
- Preparatore atletico: Ezio Bramard

Area sanitaria
- Medico sociale: Claudio Dadone
- Massaggiatore: Roberto Primatesta

## Rosa
| N. | Giocatore        | Ruolo | Data di nascita  | Nazionalità sportiva |
| -- | ---------------- | ----- | ---------------- | -------------------- |
| 1  | Ljubomir Ganev   | S/O   | 6 ottobre 1965   | Bulgaria             |
| 2  | Liano Petrelli   | S     | 24 marzo 1965    | Italia               |
| 3  | Oleg Šatunov     | C     | 20 febbraio 1967 | Russia               |
| 4  | Massimo Bedino   | P     | 28 giugno 1967   | Italia               |
| 5  | Alessandro Arena | P     | 1º marzo 1972    | Italia               |
| 6  | Moreno Cunial    | S     | 24 marzo 1968    | Italia               |
| 7  | Hugo Conte       | S     | 14 aprile 1963   | Argentina            |
| 8  | Guido De Luigi   | C     | 17 marzo 1963    | Italia               |
| 9  | Davide Bellini   | P     | 20 maggio 1969   | Italia               |
| 10 | Riccardo Gallia  | S     | 29 aprile 1969   | Italia               |
| 11 | Paolo Bartek     | S     | 5 luglio 1974    | Italia               |
| 12 | Mauro Bottero    | S     | 6 ottobre 1976   | Italia               |

## Mercato
| Acquisti | Acquisti         | Acquisti         | Acquisti |
| R.       | Nome             | da               | Modalità |
| -------- | ---------------- | ---------------- | -------- |
| P        | Alessandro Arena | Lupi Santa Croce | ?        |
| C        | Massimo Bedino   | 4 Torri Ferrara  | ?        |
| S        | Hugo Conte       | Daytona          | ?        |
| C        | Moreno Cunial    | Brescia          | ?        |
| S        | Riccardo Gallia  | Lazio            | ?        |
| C        | Oleg Šatunov     | Avtomobilist     | ?        |

| Cessioni | Cessioni          | Cessioni        | Cessioni |
| R.       | Nome              | a               | Modalità |
| -------- | ----------------- | --------------- | -------- |
| S        | Sergio Besozzi    | Lazio           | ?        |
| S        | Davide Caligaris  | 4 Torri Ferrara | ?        |
| S        | Borislav Kiosslev | ?               | ?        |
| C        | Osvaldo Maffei    | Virtus Fano     | ?        |
| S        | Luca Mantoan      | Catania         | ?        |
| P        | Mauro Montanari   | ?               | ?        |

## Risultati

### Serie A1

#### Girone di andata
| 1ª giornata - 26 settembre 1993 PalaBernhardsson, Padova                    | Petrarca        | 3 - 1 | Cuneo             | 11-15, 15-9, 15-6, 15-13        |
| 2ª giornata - 3 ottobre 1993 Palasport di San Rocco Castagnaretta, Cuneo    | Cuneo           | 3 - 2 | Parma             | 11-15, 7-15, 15-9, 15-8, 15-13  |
| 3ª giornata - 10 ottobre 1993 PalaOlimpia, Verona                           | Virgilio        | 3 - 2 | Cuneo             | 15-7, 11-15, 12-15, 15-5, 15-11 |
| 4ª giornata - 18 ottobre 1993 PalaPanini, Modena                            | Daytona         | 3 - 1 | Cuneo             | 15-3, 15-0, 9-15, 15-4          |
| 5ª giornata - 24 ottobre 1993 Palasport di San Rocco Castagnaretta, Cuneo   | Cuneo           | 3 - 1 | Galileo Giovolley | 15-2, 15-4, 15-17, 15-10        |
| 6ª giornata - 31 ottobre 1993 Palalido, Milano                              | Gonzaga Milano  | 3 - 0 | Cuneo             | 15-8, 16-14, 15-12              |
| 7ª giornata - 7 novembre 1993 Palasport di San Rocco Castagnaretta, Cuneo   | Cuneo           | 3 - 0 | Schio             | 15-2, 15-7, 15-6                |
| 8ª giornata - 14 novembre 1993 Palasport di San Rocco Castagnaretta, Cuneo  | Cuneo           | 0 - 3 | Treviso           | 11-15, 9-15, 9-15               |
| 9ª giornata - 5 dicembre 1993 Palasport San Paolo, Prato                    | Prato           | 0 - 3 | Cuneo             | 4-15, 9-15, 5-15                |
| 10ª giornata - 8 dicembre 1993 Palasport di San Rocco Castagnaretta, Cuneo  | Cuneo           | 3 - 0 | Falconara         | 15-5, 15-4, 15-9                |
| 11ª giornata - 12 dicembre 1993 Palasport di San Rocco Castagnaretta, Cuneo | Cuneo           | 1 - 3 | Porto Ravenna     | 10-15, 15-4, 6-15, 11-15        |
| 12ª giornata - 19 dicembre 1993 PalaDozza, Bologna                          | Zinella Bologna | 0 - 3 | Cuneo             | 10-15, 10-15, 11-15             |
| 13ª giornata - 29 dicembre 1993 Palasport di San Rocco Castagnaretta, Cuneo | Cuneo           | 3 - 1 | Gabeca            | 15-13, 16-14, 13-15, 15-4       |

#### Girone di ritorno
| 1ª giornata - 2 gennaio 1994 Palasport di San Rocco Castagnaretta, Cuneo   | Cuneo             | 3 - 2 | Petrarca        | 15-13, 7-15, 15-6, 7-15, 15-10    |
| 2ª giornata - 6 gennaio 1994 PalaRaschi, Parma                             | Parma             | 2 - 3 | Cuneo           | 15-13, 8-15, 15-11, 13-15, 14-16  |
| 3ª giornata - 9 gennaio 1994 Palasport di San Rocco Castagnaretta, Cuneo   | Cuneo             | 3 - 0 | Virgilio        | 15-3, 15-5, 15-12                 |
| 4ª giornata - 16 gennaio 1994 Palasport di San Rocco Castagnaretta, Cuneo  | Cuneo             | 2 - 3 | Daytona         | 11-15, 15-12, 13-15, 15-13, 11-15 |
| 5ª giornata - 23 gennaio 1994 PalaBigi, Reggio Emilia                      | Galileo Giovolley | 3 - 1 | Cuneo           | 10-15, 15-7, 15-5, 15-8           |
| 6ª giornata - 27 gennaio 1994 Palasport di San Rocco Castagnaretta, Cuneo  | Cuneo             | 0 - 3 | Gonzaga Milano  | 10-15, 7-15, 13-15                |
| 7ª giornata - 30 gennaio 1994 PalaCampagnola, Schio                        | Schio             | 3 - 1 | Cuneo           | 15-11, 15-11, 10-15, 15-12        |
| 8ª giornata - 6 febbraio 1994 PalaVerde, Villorba                          | Treviso           | 3 - 0 | Cuneo           | 15-8, 15-11, 15-3                 |
| 9ª giornata - 13 febbraio 1994 Palasport di San Rocco Castagnaretta, Cuneo | Cuneo             | 3 - 0 | Prato           | 15-2, 15-1, 15-6                  |
| 10ª giornata - 20 febbraio 1994 PalaBadiali, Falconara Marittima           | Falconara         | 2 - 3 | Cuneo           | 5-15, 17-15, 9-15, 16-14, 15-17   |
| 11ª giornata - 27 febbraio 1994 PalaDeAndrè, Ravenna                       | Porto Ravenna     | 3 - 0 | Cuneo           | 15-3, 16-14, 15-2                 |
| 12ª giornata - 6 marzo 1994 Palasport di San Rocco Castagnaretta, Cuneo    | Cuneo             | 3 - 1 | Zinella Bologna | 11-15, 15-11, 15-8, 15-12         |
| 13ª giornata - 13 marzo 1994 PalaGeorge, Montichiari                       | Gabeca            | 3 - 2 | Cuneo           | 15-8, 15-6, 5-15, 14-16, 15-12    |

#### Play-off scudetto
| Quarti di finale (gara 1) - 20 marzo 1994 Palalido, Milano                            | Gonzaga Milano | 3 - 2 | Cuneo          | 15-13, 12-15, 15-9, 8-15, 19-17 |
| Quarti di finale (gara 2) - 23 marzo 1994 Palasport di San Rocco Castagnaretta, Cuneo | Cuneo          | 2 - 3 | Gonzaga Milano | 15-13, 15-12, 9-15, 7-15, 12-15 |

### Coppa Italia

#### Fase a eliminazione diretta
| Sedicesimi di finale - 14 ottobre 1993 Palasport, Gioia del Colle | Capurso Gioia | 3 - 2 | Cuneo | ? |

## Statistiche

### Statistiche di squadra
| Competizione | Punti | In casa | In casa | In casa | In trasferta | In trasferta | In trasferta | Totale | Totale | Totale |
| Competizione | Punti | G       | V       | P       | G            | V            | P            | G      | V      | P      |
| ------------ | ----- | ------- | ------- | ------- | ------------ | ------------ | ------------ | ------ | ------ | ------ |
| Serie A1     | 26    | 14      | 9       | 5       | 14           | 4            | 10           | 28     | 13     | 15     |
| Coppa Italia | -     | 0       | 0       | 0       | 1            | 0            | 1            | 1      | 0      | 1      |

G = partite giocate; V = partite vinte; P = partite perse

### Statistiche dei giocatori
| A. Arena    | 6  | 18  | 9   | 9   | 0  | Statistiche assenti | 6  | 18  | 9   | 9   | 0  |
| P. Bartek   | 25 | 143 | 120 | 21  | 2  | Statistiche assenti | 25 | 143 | 120 | 21  | 2  |
| M. Bedino   | 22 | 102 | 78  | 24  | 0  | Statistiche assenti | 22 | 102 | 78  | 24  | 0  |
| D. Bellini  | 24 | 110 | 40  | 54  | 16 | Statistiche assenti | 24 | 110 | 40  | 54  | 16 |
| H. Conte    | 26 | 592 | 520 | 55  | 18 | Statistiche assenti | 26 | 592 | 520 | 55  | 18 |
| M. Cunial   | 10 | 14  | 9   | 4   | 1  | Statistiche assenti | 10 | 14  | 9   | 4   | 1  |
| G. De Luigi | 24 | 196 | 145 | 45  | 6  | Statistiche assenti | 24 | 196 | 145 | 45  | 6  |
| R. Gallia   | 16 | 177 | 162 | 8   | 7  | Statistiche assenti | 16 | 177 | 162 | 8   | 7  |
| L. Ganev    | 23 | 791 | 666 | 56  | 71 | Statistiche assenti | 23 | 791 | 666 | 56  | 71 |
| L. Petrelli | 28 | 366 | 327 | 30  | 10 | Statistiche assenti | 28 | 366 | 327 | 30  | 10 |
| O. Šatunov  | 28 | 462 | 333 | 115 | 18 | Statistiche assenti | 28 | 462 | 333 | 115 | 18 |

P = presenze; PT = punti totali; AV = attacchi vincenti; MV = muri vincenti; BV = battute vincenti